# VHC Twello
De Voorster Hockey Club Twello (VHC Twello) is een hockeyclub uit Twello in de Nederlandse provincie Gelderland. Na de oprichting van de vereniging op 25 september 2008 is er relatief snel een complete vereniging ontstaan.

## Geschiedenis
De oprichters kwamen op 25 september 2008 bijeen in het huis van de eerste voorzitter, Henk-Jan Wijnbergen. Naast Henk-Jan Wijnbergen waren Arnold Scholte, Marck Slaghekke, Hester van der Zaag, Natasja Sanders, Elske Akkermans, Alinde Wijnbergen en Anita Merks de oprichters van de VHC Twello.
Tijdens de bijeenkomst werd het bestuur gekozen dat bestond uit Henk-Jan Wijnbergen (voorzitter) Anita Merks (secretaris) en Hester van der Zaag (penningmeester). In de eerste maanden werden hier Martin Merks (penningmeester), Luuk van der Poel (accommodatie en locatie) en Bram Steijn (pr en sponsoring) toegevoegd. Er werd een strategie uitgestippeld om binnen twee jaar een accommodatie gereed te hebben en klaar te zijn voor de competitie. Na het eerste jaar werd er gespeeld op de velden van SV Twello en naburige hockeyverenigingen.
De gemeenteraad van de gemeente Voorst, met name Gemeentebelangen, CDA, VVD en D66 stond vanaf het begin achter VHC Twello en riep het college meerdere malen op om samen met VHC Twello een plan uit te werken. Maar na gesprekken tussen VHC Twello en de gemeente kwamen niet de plannen waar de gemeenteraad om gevraagd had. Nadat er uiteindelijk toch een plan lag, werd dit door de gemeenteraad goedgekeurd. Toch wist het college het plan nog een half jaar tegen te werken. De gemeenteraad gaf echter opdracht aan het college om alsnog overstag te gaan. Met de aanleg van de velden werd in juli 2010 begonnen. De eerste competitiewedstrijd werd gespeeld op 11 september 2010 (twee jaar na oprichting). De kleur van VHC Twello is sinds het seizoen 2014-2015 zwart.
De hoofdsponsor van de club is de Rabobank.